# Amperea conferta
Amperea conferta är en törelväxtart som beskrevs av George Bentham. Amperea conferta ingår i släktet Amperea och familjen törelväxter. Inga underarter finns listade i Catalogue of Life.